# 圣保罗使徒科学信息与技术大学
圣保罗使徒科学信息与技术大学 (UIST)，是一所位于北马其顿的国立大学，坐落在奥赫里德。

## 历史
UIST是由原马其顿共和国议会在2008年通过关于"建立信息技术大学"法案而建立的， 2010年，UIST的学生建成了北马其顿的第一台超级计算机。（集群计算机）

## 课程
在UIST，国际推广计划使得该校有着来自世界各地40多个国家的学生，连同当地学生，共超过450人就读。UIST拥有获认证的15个本科和硕士项目，并以英语为教学语言。
根据2013/2014世界大学学术排名，在北马其顿, UIST超过其他20所大学排名第4。
UIST包括5个系：
- 通信网络与安全（CNS）
- 计算机科学与工程（CSE）
- 信息系统，可视化，多媒体与动画（ISVMA）
- 应用信息技术，机器智能与机器人
- 信息与传播学

## 院校交流
UIST具有与世界各地多个大学有着国际协作，多个双边备忘录合作：
- 奥克兰大学，位于美国密歇根州罗切斯特市
- 伊斯坦布尔大学，位于土耳其伊斯坦布尔
- 共和国大学（Cumhuriyet Universiti），位于土耳其锡瓦斯市
- 克卢日 - 纳波卡技术大学，位于罗马尼亚克卢日 - 纳波卡
- 蒂米什瓦拉德维斯特汀大学（ University de Vest din Timişoara），位于罗马尼亚蒂米什瓦拉
- 埃利扎德大学（Elizade University），位于尼日利亚翁多
- 屈塔希亚杜姆路佩纳大学（Kütahya Dumlupınar University），位于土耳其屈塔希亚